# Lijst van Finse ministers van Financiën

## Lijst van Finse ministers van Financiën (1948–heden)
| Minister van Financiën Valtiovarainministeri | Minister van Financiën Valtiovarainministeri | Minister van Financiën Valtiovarainministeri | Ambtstermijn            | Ambtstermijn      | Partij(en)                     | Premier(s)                        | Kabinet(en)                   |
| -------------------------------------------- | -------------------------------------------- | -------------------------------------------- | ----------------------- | ----------------- | ------------------------------ | --------------------------------- | ----------------------------- |
|                                              | Onni Hiltunen                                | Onni Hiltunen (1895–1971)                    | 29 juli 1948            | 18 maart 1950     | Sociaal- Democratische Partij  | Karl-August Fagerholm (1948–1950) | Fagerholm I                   |
|                                              | Tuure Junnila                                | Tuure Junnila (1910–1999)                    | 17 november 1953        | 5 mei 1954        | Nationale Coalitiepartij       | Sakari Tuomioja (1953–1954)       | Tuomioja                      |
|                                              | Jussi Sukselainen                            | Jussi Sukselainen (1906–1995)                | 5 mei 1954              | 20 oktober 1954   | Centrumpartij                  | Ralf Törngren (1954)              | Törngren                      |
|                                              | Penna Tervo                                  | Penna Tervo (1901–1956)                      | 20 oktober 1954         | 26 februari 1956  | Sociaal- Democratische Partij  | Urho Kekkonen (1954–1956)         | Kekkonen V                    |
| Vacant                                       |                                              |                                              |                         |                   |                                | Urho Kekkonen (1954–1956)         | Kekkonen V                    |
|                                              | Aarre Simonen                                | Aarre Simonen (1913–1977)                    | 3 maart 1956            | 27 mei 1957       | Sociaal- Democratische Partij  | Karl-August Fagerholm (1956–1957) | Fagerholm II                  |
|                                              | Nils Meinander                               | Nils Meinander (1910–1985)                   | 27 mei 1957             | 1 juli 1957       | Zweedse Volkspartij in Finland | Jussi Sukselainen (1957)          | Sukselainen I                 |
|                                              | Martti Miettunen                             | Martti Miettunen (1907–2002)                 | 1 juli 1957             | 30 november 1957  | Centrumpartij                  | Jussi Sukselainen (1957)          | Sukselainen I                 |
|                                              | Lauri Hietanen                               | Lauri Hietanen (1901–1971)                   | 30 november 1957        | 26 april 1958     | Onafhankelijk                  | Rainer von Fieandt (1957–1958)    | Von Fieandt                   |
|                                              | Ilmo Nurmela                                 | Ilmo Nurmela (1903–1974)                     | 26 april 1958           | 30 augustus 1958  | Onafhankelijk                  | Reino Kuuskoski (1958)            | Kuuskoski                     |
|                                              | Päiviö Hetemäki                              | Päiviö Hetemäki (1913–1980)                  | 30 augustus 1958        | 13 januari 1959   | Nationale Coalitiepartij       | Karl-August Fagerholm (1958–1959) | Fagerholm III                 |
|                                              | Wiljam Sarjala                               | Wiljam Sarjala (1901–1977)                   | 13 januari 1959         | 12 april 1962     | Centrumpartij                  | Jussi Sukselainen (1959–1961)     | Sukselainen II                |
| Eemil Luukka (1961)                          | Wiljam Sarjala                               | Wiljam Sarjala (1901–1977)                   | 13 januari 1959         | 12 april 1962     | Centrumpartij                  |                                   | Sukselainen II                |
| Martti Miettunen (1961–1962)                 | Wiljam Sarjala                               | Wiljam Sarjala (1901–1977)                   | 13 januari 1959         | 12 april 1962     | Centrumpartij                  | Miettunen I                       |                               |
|                                              | Osmo Karttunen                               | Osmo Karttunen (1922–1985)                   | 12 april 1962           | 13 december 1963  | Nationale Coalitiepartij       | Ahti Karjalainen (1962–1963)      | Karjalainen I                 |
|                                              | Mauno Jussila                                | Mauno Jussila (1908–1988)                    | 13 december 1963        | 17 december 1963  | Centrumpartij                  | Ahti Karjalainen (1962–1963)      | Karjalainen I                 |
|                                              | Esko Rekola                                  | Esko Rekola (1919–2014)                      | 17 december 1963        | 12 september 1964 | Onafhankelijk                  | Reino Ragnar Lehto (1963–1964)    | Lehto                         |
|                                              | Esa Kaitila                                  | Esa Kaitila (1909–1975)                      | 12 september 1964       | 26 mei 1966       | Finse Volkspartij              | Johannes Virolainen (1964–1966)   | Virolainen                    |
|                                              | Mauno Koivisto                               | Mauno Koivisto (1923–2017)                   | 26 mei 1966             | 1 januari 1968    | Sociaal- Democratische Partij  | Rafael Paasio (1966–1968)         | Paasio I                      |
|                                              | Eino Raunio                                  | Eino Raunio (1909–1979)                      | 1 januari 1968          | 15 mei 1970       | Sociaal- Democratische Partij  | Rafael Paasio (1966–1968)         | Paasio I                      |
| Sociaal- Democratische Partij                | Eino Raunio                                  | Eino Raunio (1909–1979)                      | 1 januari 1968          | 15 mei 1970       | Mauno Koivisto (1968–1970)     | Koivisto I                        |                               |
|                                              | Päiviö Hetemäki                              | Päiviö Hetemäki (1913–1980)                  | 15 mei 1970             | 15 juli 1970      | Onafhankelijk                  | Teuvo Aura (1970)                 | Aura I                        |
|                                              | Carl Olof Tallgren                           | Carl Olof Tallgren (1927–2024)               | 15 juli 1970            | 30 oktober 1971   | Zweedse Volkspartij in Finland | Ahti Karjalainen (1970–1971)      | Karjalainen II                |
|                                              | Päiviö Hetemäki                              | Päiviö Hetemäki (1913–1980)                  | 30 oktober 1971         | 22 februari 1972  | Onafhankelijk                  | Teuvo Aura (1971–1972)            | Aura II                       |
|                                              | Mauno Koivisto                               | Mauno Koivisto (1923–2017)                   | 22 februari 1972        | 4 september 1972  | Sociaal- Democratische Partij  | Rafael Paasio (1972)              | Paasio II                     |
|                                              | Johannes Virolainen                          | Johannes Virolainen (1914–2000)              | 4 september 1972        | 13 juni 1975      | Centrumpartij                  | Kalevi Sorsa (1972–1975)          | Sorsa I                       |
|                                              | Heikki Tuominen                              | Heikki Tuominen (1920–2010)                  | 13 juni 1975            | 30 november 1975  | Onafhankelijk                  | Keijo Liinamaa (1975)             | Liinamaa                      |
|                                              | Paul Paavela                                 | Paul Paavela (1931–1980)                     | 30 november 1975        | 30 september 1976 | Sociaal- Democratische Partij  | Martti Miettunen (1975–1977)      | Miettunen II                  |
|                                              | Esko Rekola                                  | Esko Rekola (1919–2014)                      | 30 september 1976       | 15 mei 1977       | Liberale Volkspartij           | Martti Miettunen (1975–1977)      | Miettunen III                 |
|                                              | Ahti Pekkala                                 | Ahti Pekkala (1924–2014)                     | 26 mei 1979             | 1 februari 1986   | Centrumpartij                  | Mauno Koivisto (1979–1981)        | Koivisto II                   |
| Eino Uusitalo (1981–1982)                    | Ahti Pekkala                                 | Ahti Pekkala (1924–2014)                     | 26 mei 1979             | 1 februari 1986   | Centrumpartij                  |                                   | Koivisto II                   |
| Kalevi Sorsa (1982–1987)                     | Ahti Pekkala                                 | Ahti Pekkala (1924–2014)                     | 26 mei 1979             | 1 februari 1986   | Centrumpartij                  | Sorsa III                         |                               |
| Kalevi Sorsa (1982–1987)                     | Ahti Pekkala                                 | Ahti Pekkala (1924–2014)                     | 26 mei 1979             | 1 februari 1986   | Centrumpartij                  | Sorsa IV                          |                               |
| Kalevi Sorsa (1982–1987)                     |                                              |                                              | Esko Ollila (1940–2018) | 1 februari 1986   | 30 april 1987                  | Centrumpartij                     |                               |
|                                              | Erkki Liikanen                               | Erkki Liikanen (1950)                        | 30 april 1987           | 1 maart 1990      | Sociaal- Democratische Partij  | Harri Holkeri (1987–1991)         | Holkeri                       |
|                                              | Matti Louekoski                              | Matti Louekoski (1941)                       | 1 maart 1990            | 26 april 1991     | Sociaal- Democratische Partij  | Harri Holkeri (1987–1991)         | Holkeri                       |
|                                              | Iiro Viinanen                                | Iiro Viinanen (1944)                         | 26 april 1991           | 2 februari 1996   | Nationale Coalitiepartij       | Esko Aho (1991–1995)              | Aho                           |
| Paavo Lipponen (1995–2003)                   | Iiro Viinanen                                | Iiro Viinanen (1944)                         | 26 april 1991           | 2 februari 1996   | Nationale Coalitiepartij       | Lipponen I                        |                               |
| Paavo Lipponen (1995–2003)                   |                                              | Sauli Niinistö                               | Sauli Niinistö (1948)   | 2 februari 1996   | 17 april 2003                  | Lipponen I                        | Nationale Coalitiepartij      |
| Paavo Lipponen (1995–2003)                   | Nationale Coalitiepartij                     | Sauli Niinistö                               | Sauli Niinistö (1948)   | 2 februari 1996   | 17 april 2003                  | Lipponen II                       |                               |
|                                              | Antti Kalliomäki                             | Antti Kalliomäki (1947)                      | 17 april 2003           | 22 september 2005 | Sociaal- Democratische Partij  | Anneli Jäätteenmäki (2003)        | Jäätteenmäki                  |
| Matti Vanhanen (2003–2010)                   | Antti Kalliomäki                             | Antti Kalliomäki (1947)                      | 17 april 2003           | 22 september 2005 | Sociaal- Democratische Partij  | Vanhanen I                        |                               |
| Matti Vanhanen (2003–2010)                   |                                              | Eero Heinäluoma                              | Eero Heinäluoma (1955)  | 22 september 2005 | 20 april 2007                  | Vanhanen I                        | Sociaal- Democratische Partij |
| Matti Vanhanen (2003–2010)                   |                                              | Jyrki Katainen                               | Jyrki Katainen (1971)   | 20 april 2007     | 22 juni 2011                   | Nationale Coalitiepartij          | Vanhanen II                   |
| Mari Kiviniemi (2010–2011)                   | Kiviniemi                                    | Jyrki Katainen                               | Jyrki Katainen (1971)   | 20 april 2007     | 22 juni 2011                   | Nationale Coalitiepartij          |                               |
|                                              | Jutta Urpilainen                             | Jutta Urpilainen (1975)                      | 22 juni 2011            | 6 juni 2014       | Sociaal- Democratische Partij  | Jyrki Katainen (2011–2014)        | Katainen                      |
|                                              | Antti Rinne                                  | Antti Rinne (1962)                           | 6 juni 2014             | 29 mei 2015       | Sociaal- Democratische Partij  | Jyrki Katainen (2011–2014)        | Katainen                      |
| Sociaal- Democratische Partij                | Antti Rinne                                  | Antti Rinne (1962)                           | 6 juni 2014             | 29 mei 2015       | Alexander Stubb (2014–2015)    | Stubb                             |                               |
|                                              | Alexander Stubb                              | Alexander Stubb (1968)                       | 29 mei 2015             | 22 juni 2016      | Nationale Coalitiepartij       | Juha Sipilä (2015–2019)           | Sipilä                        |
|                                              | Petteri Orpo                                 | Petteri Orpo (1969)                          | 22 juni 2016            | 6 juni 2019       | Nationale Coalitiepartij       | Juha Sipilä (2015–2019)           | Sipilä                        |
|                                              | Mika Lintila                                 | Mika Lintila (1966)                          | 6 juni 2019             | 10 december 2019  | Centrumpartij                  | Antti Rinne (2019)                | Rinne                         |
|                                              | Katri Kulmuni                                | Katri Kulmuni (1987)                         | 10 december 2019        | 10 juni 2020      | Centrumpartij                  | Sanna Marin (2019–2023)           | Marin                         |
|                                              | Matti Vanhanen                               | Matti Vanhanen (1955)                        | 10 juni 2020            | 26 mei 2021       | Centrumpartij                  | Sanna Marin (2019–2023)           | Marin                         |
|                                              | Annika Saarikko                              | Annika Saarikko (1983)                       | 26 mei 2021             | 20 juni 2023      | Centrumpartij                  | Sanna Marin (2019–2023)           | Marin                         |
|                                              | Riikka Purra                                 | Riikka Purra (1977)                          | 20 juni 2023            | heden             | Finnenpartij                   | Petteri Orpo (2023–heden)         | Orpo                          |